# Giuseppina Di Blasi
Giuseppina Di Blasi, född 14 januari 1979, är en italiensk bågskytt. Hon deltog vid olympiska sommarspelen 1996.